# رالف بيشوب
رالف بيشوب (بالإنجليزية: Ralph Bishop)‏ مواليد 1 أكتوبر 1915 في بروكلين - الوفاة 1 أكتوبر 1974، كان لاعب كرة سلة أمريكي. يبلغ طوله 6 قدم 3 بوصة (1.9 م).

## الميداليات
| الميدالية | المسابقة                       |
| --------- | ------------------------------ |
| ذهبية     | الألعاب الأولمبية الصيفية 1936 |

## روابط خارجية
- رالف بيشوب على موقع سبورتس رفرنس (الإنجليزية)
- رالف بيشوب على موقع ريلجم (الإنجليزية)
- رالف بيشوب على موقع سبورتس رفرنس (الإنجليزية)
- رالف بيشوب على موقع سبورتس رفرنس (الإنجليزية)
- رالف بيشوب على موقع أوليمبيديا (الإنجليزية)